# Bacchante et chèvre
Bacchante et chèvre o Bacchante à la chèvre ("Baccante e capra") è un gruppo in marmo realizzato da Félix Soulès nel 1896, che oggi si trova nel giardino della scuola di belle arti di Bordeaux e appartiene alle collezioni del museo di belle arti di questa città.

## Storia
Félix Soulès espose il modello in gesso di questo gruppo con il titolo Satyre et bacchante al Salone degli artisti francesi del 1892. L'artista sollecitò il ministro dell'istruzione pubblica e delle belle arti per l'acquisto da parte dello stato e chiese il suo sostegno ad Armand Fallières, allora il presidente del Senato. L'amministrazione delle belle arti decise di acquistare il gesso preparatorio l'8 luglio 1892 per la somma di 2500 franchi e il blocco di marmo per la sua realizzazione per una cifra di 10.000 franchi. Il modello in gesso si danneggiò durante il trasporto al deposito delle opere d'arte nel 1897 e venne completamente distrutto durante l'alluvione di Parigi nel febbraio del 1910.
Il gruppo in marmo subì delle modifiche rispetto al modello in gesso a causa di alcuni errori nella traduzione in marmo. L'opera venne esposta con il titolo Bacchante à la chèvre al Salone degli artisti francesi del 1896 e a quello del 1897, poi venne messa in deposito al museo di belle arti bordolese il 5 aprile del 1898. Nel 1897, l'artista venne autorizzato a realizzare una riduzione dal gesso.
Trasferito in seguito nel giardino della scuola di belle arti di Bordeaux, il marmo oggi è molto danneggiato.

## Descrizione

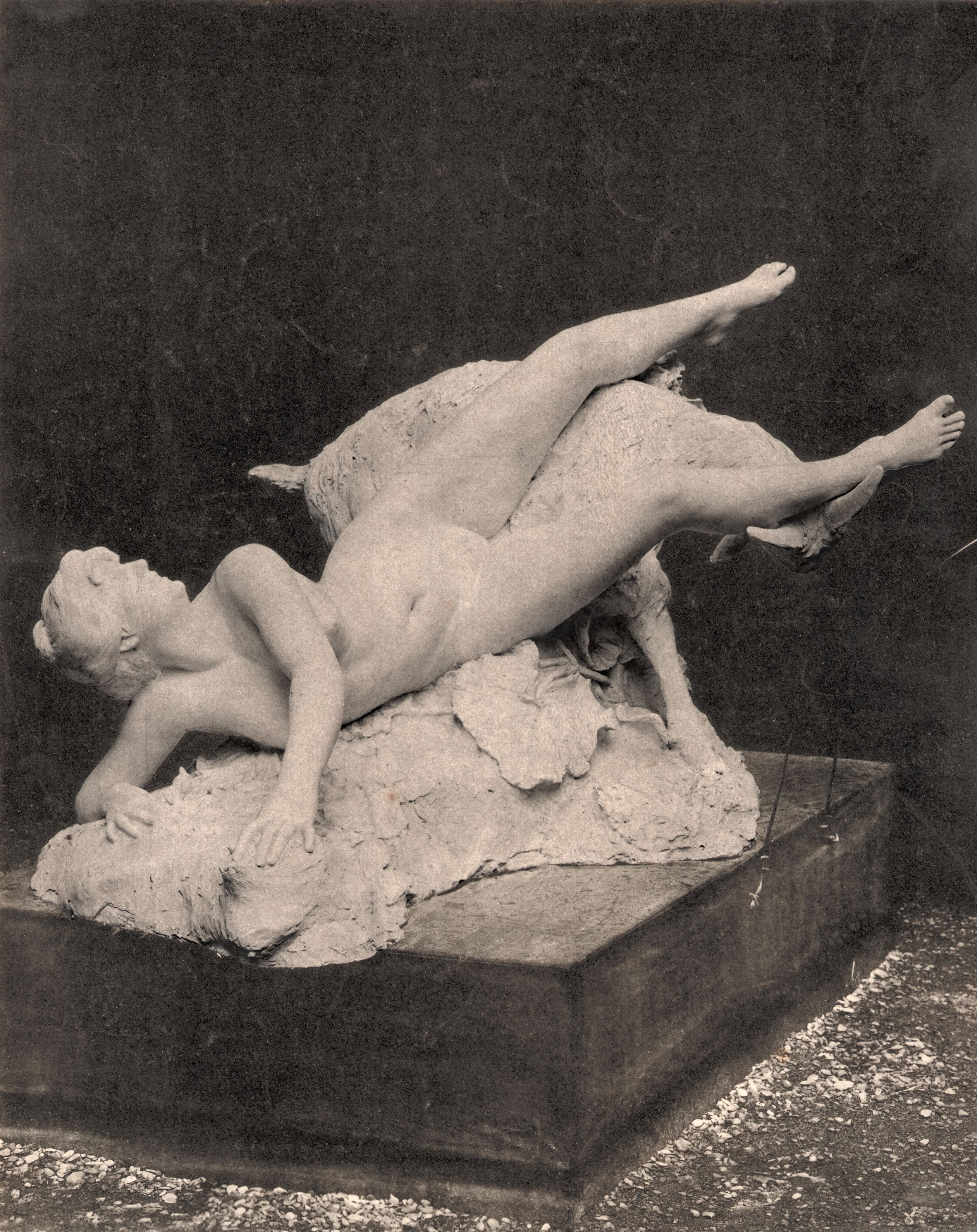
La versione in gesso nel 1892.

La scultura raffigura una baccante nuda semisdraiata su un masso ricoperto di vegetazione, mentre le sue gambe vengono sollevate in aria da una capra. La ragazza ha un'espressione divertita e un'aria "lasciva", secondo una recensione dell'epoca. Questo tema artistico sulle baccanti era abbastanza diffuso nella Francia della seconda metà del diciannovesimo secolo, anche perché nello stesso museo di belle arti di Bordeaux è conservato un dipinto di William-Adolphe Bouguereau che ritrae una scena simile. Attualmente la scultura è mutila dei piedi della baccante e delle corna della capra. Quando l'opera venne esposta per la prima volta sotto forma di modello in gesso, il suo titolo era Satyre et bacchante, ossia "Satiro e baccante", ma questo titolo è fuorviante poiché nel gruppo non è presente alcun satiro.